# 極端ヘリウム星
極端ヘリウム星 (Extreme helium star、EHe) は、水素をほとんど持たない低質量の超巨星である。宇宙で最も普遍的に存在する元素である水素を欠いた恒星を形成するような環境の分子雲はないことから、ヘリウム核を持つタイプ (DB, DO) と炭素と酸素の核を持つタイプ (DQ) の2つの白色矮星が融合して生じたものだと考えられている。

## 特徴
極端ヘリウム星は、「水素欠乏星」と呼ばれる、より広いカテゴリーの中で1つのサブグループを形成している。水素欠乏星には、かんむり座R星のような冷たい炭素星や、ヘリウム過剰型のOB星、種族Iのウォルフ・ライエ星、りょうけん座AM型星、[WC]型の白色矮星、PG1159型星のような遷移星等が含まれる。かんむり座R型星と極端ヘリウム星とはスペクトル型に大きな違いはないが、かんむり座R型星には8等級にも及ぶ深い減光が見られる点で差異がある。
最初に確認された極端ヘリウム星であるHD 124448は、1942年にアメリカテキサス州オースティンのマクドナルド天文台で、ダニエル・M・ポッパーによって発見された。この恒星は、スペクトル中に水素の線が見られず、強いヘリウムの吸収線と炭素と酸素の吸収線が存在していた。2番目のぼうえんきょう座PV星は、1952年に発見され、1996年までに候補天体が25個発見されている。これらの恒星に共通する特徴として、炭素に対するヘリウムの比率がいずれも0.3％から1％であることが挙げられる。他の元素の組成比は、極端ヘリウム星の中でも大きな差異が見られるにもかかわらず、炭素とヘリウムの組成比はこの範囲に収まっている。
既知の極端ヘリウム星は超巨星で、水素は1万分の1以下となっている。表面温度は9,000ケルビン (K) から35,000Kである。最も多いヘリウムと2番目に多い炭素の原子数の比は、約100:1である。このような化学組成は、進化の過程のある段階で、水素燃焼とヘリウム燃焼の両方を経てきたことを示唆している。

## 理論モデル
極端ヘリウム星の形成について、以下の2つのシナリオが提案された。
1. 「二重生成モデル（DDモデル）」では、軽量のヘリウム白色矮星とより重い炭素-酸素白色矮星からなる連星系で形成された、と説明した。2つの星は既に核融合によるエネルギー生成をやめ、コンパクト天体となっている。両星の公転運動で重力波が放出されることによりお互いの軌道は小さくなり、最終的に合体に至る。合体した際の質量がチャンドラセカール限界を超えなければ、炭素-酸素白色矮星に降着したヘリウムが着火し、超巨星へと進化する。こうして極端ヘリウム星が生まれ、またやがて冷却して白色矮星となる[4]。
2. 「ファイナルフラッシュモデル（FFモデル）」では、漸近巨星分枝を離れた後に極端ヘリウム星へと進化する可能性を示唆した。白色矮星へと冷却が進む間に、コアを取り囲むヘリウム殻のヘリウムが着火して、外層が急激に膨張することがある。このエンベロープの中の水素が消費され尽くすと、星は水素欠乏状態となり、収縮して極端ヘリウム星を形成する[4]。

7つの極端ヘリウム星の元素量を調査した結果、DDモデルによって予測された値と一致した。